# Adonis flammea
Adonis flamme, Adonis couleur de feu
Espèce
Adonis flammea, l'Adonis flamme ou Adonis couleur de feu, est une espèce de plantes à fleurs dicotylédones de la famille des Ranunculaceae, sous-famille des Ranunculoideae, originaire de l'Ancien Monde (Europe, Afrique du Nord et Proche-Orient).

## Menaces
En Suisse, l'espèce est inscrite sur la liste rouge des plantes.
Cette espèce est inscrite dans la liste rouge des espèces menacée en France et considérée comme éteinte en Île-de-France (cf. Liste rouge régionale de la flore vasculaire d'Île-de-France).

## Statut de protection
En France, l'espèce est protégée en Alsace et dans le Nord-Pas-de-Calais.

## Taxinomie

### Synonymes
Selon The Plant List (24 août 2019) :
- Adonis anomala Wallr.
- Adonis caudata Steven
- Adonis flammea var. anomala (Wallr.) Beck
- Adonis involucrata S.Pons

### Liste des sous-espèces et variétés
Selon Tropicos (24 août 2019) (Attention liste brute contenant possiblement des synonymes) :
- sous-espèces :
  - Adonis flammea subsp. cortiana C. Steinb.
  - Adonis flammea subsp. flammea
  - Adonis flammea subsp. polypetala (Lange) C.H. Steinb.
- variétés :
  - Adonis flammea var. anomala Beck
  - Adonis flammea var. cortiana (C. Steinb.) W.T. Wang
  - Adonis flammea var. parviflora (M. Bieb.) Huth
  - Adonis flammea var. polypetala Lange
  - Adonis flammea var. straminea Beck